# Bruce McCall
Bruce McCall (Condado de Simcoe, 10 de maio de 1935 – Nova Iorque 5 de maio de 2023) foi um escritor e ilustrador canadense.
Autodidata, começou a carreira desenhando carros para a Ford Motor Company na década de 1950. Trabalho por longos anos em empresas de publicidade e transferiu residência para a cidade de Nova York, para trabalhar na National Lampoon.
Foi redator do programa Saturday Night Live e desde 1979, contribui regularmente para a The New Yorker.
Em 1982, lançou seu primeiro livro, "Zany Afternoons".

## Morte
Bruce faleceu em 5 de maio de 2023, aos 87 anos (5 dias antes de completar 88 anos). A causa de seu óbito foi por consequência da doença de Parkinson.

## Livros editados
- Zany Afternoons (1982);
- Sit!: The Dog Portraits of Thierry Poncelet (1993);
- Thin Ice (1997);
- Viagra Nation: The Definitive Guide to Life in the New Sexual Utopia (1998);
- Sit!: Ancestral Dog Portraits (2001);
- The Last Dream-o-Rama (2001);
- All Meat Looks Like South America (2003);
- Marveltown (2008);
- 50 Things to Do with a Book (2009);
- This Land Was Made for You and Me (But Mostly Me): Billionaires in the Wild (2013).